# Zust
Züst (även känt som Zust) var en italiensk biltillverkare som verkade i Milano mellan 1903 och 1917. 

## Züst
Roberto Züst byggde stora fyrcylindriga personbilar och från 1908 även lastbilar. En Züst deltog i New York - Parisloppet 1908 och kom i mål på tredje plats.

## Brixia-Züst
Züst startade dotterbolaget Brixia-Züst i Brescia 1906 som tillverkade mindre bilar fram till 1912. Sedan  OM köpt upp Züst 1917 fortsatte man biltillverkningen i Brescia under eget namn.

## Bildgalleri

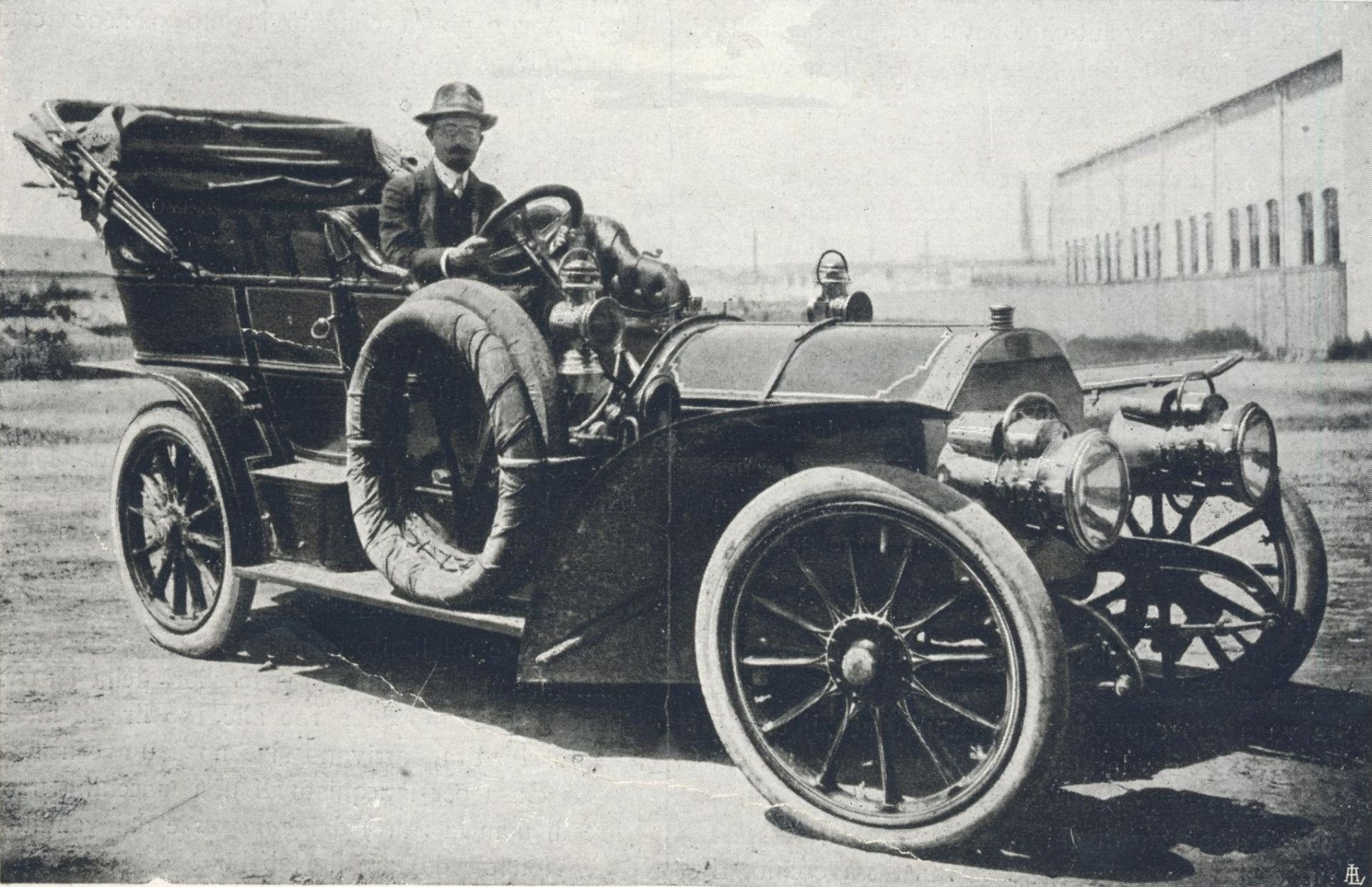
Roberto Züst i sin egen bil 1908.
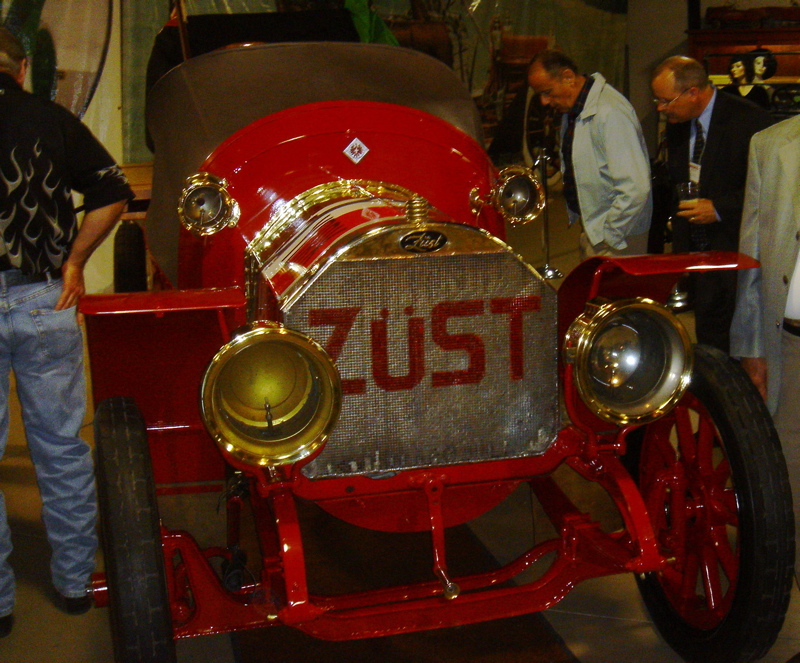
Züst racerbil från New York - Parisloppet 1908.
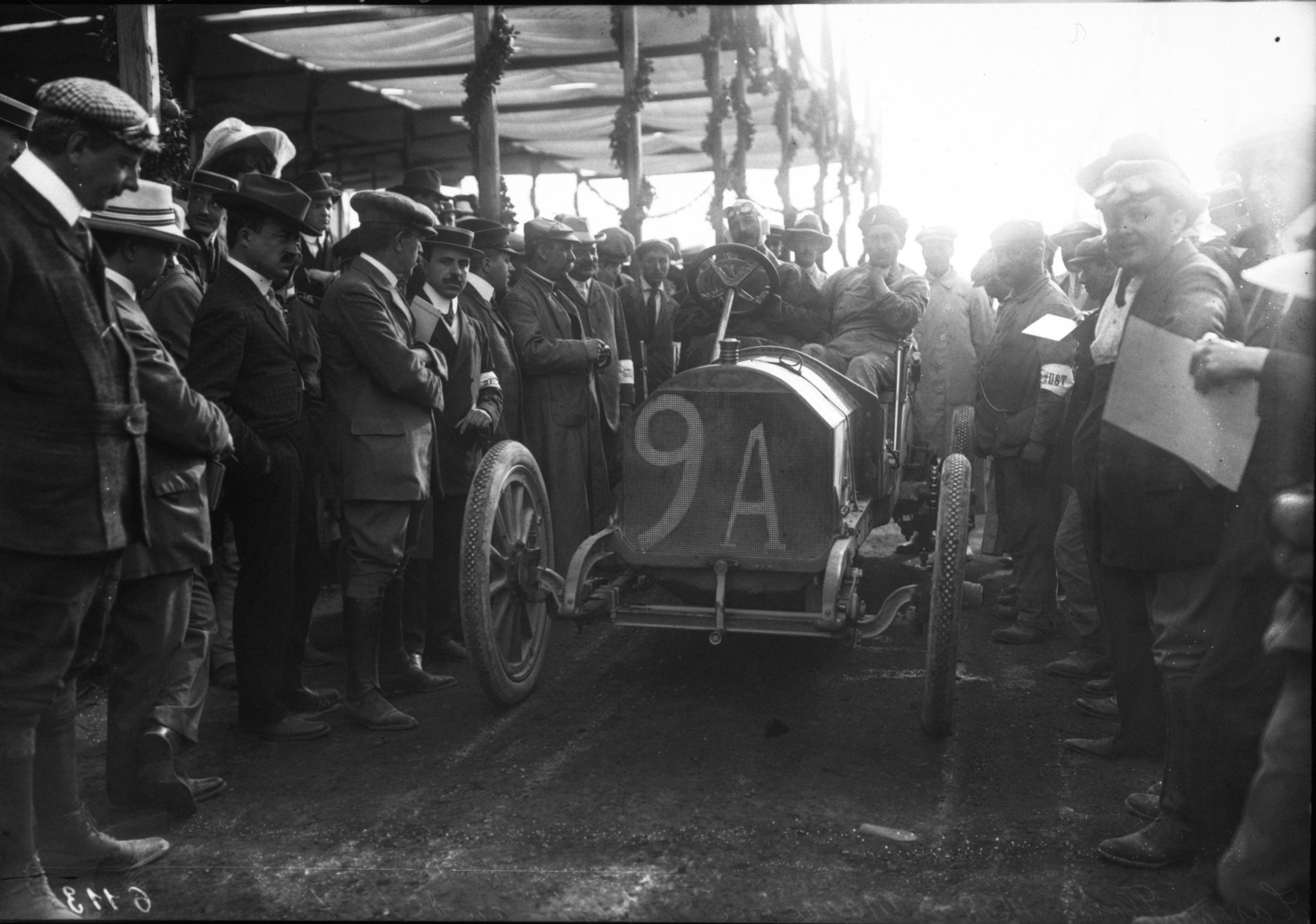
Brixia-Züst racerbil vid Targa Florio 1908.